# 카이저슬라우테른 공과대학교
1970년에 설립된 카이저슬라우테른 공과대학교(Technische Universität Kaiserslautern)는 독일 라인란트팔츠주 카이저슬라우테른에 위치하고있는 연구중심 국립대학교이다.
현재 라인란트팔츠주에 있는 유일한 공과대학교이다. 2009년 10월 연방 정부 우수 교육분야에서 상을 받은 바 있다.
약 15,000명이 재학중인 공과종합대학으로서, 건축학, 토목공학, 생물학, 화학, 전기 및 컴퓨터공학, 컴퓨터과학, 기계 및공정공학, 수학, 물리학, 공간 및 환경공학, 사회과학, 경제학의 총 12개 학부 아래 100개 이상의 프로그램을 두고 있으며, 학부와 대학원 과정이 제공된다.
또한 연구중심 대학으로 주요 연계기관으로는 프라운호퍼 연구소(Fraunhofer Institute)와 막스플랑크 소프트웨어시스템연구소(Max Planck Institute for Software Systems), 독일연구재단(German Research Foundation), 복합재료연구소(Institute for Composite Materials) 등 여러 연구기관들이 소재하고있으며 이들과 응용 연구분야에서 긴밀하게 협력하고 있다.

## 역사
1970년 트리어-카이저슬라우테른대학교(University Trier-Kaiserslautern)의 일부로 설립되어, 수학과와 물리학, 기술학부로 시작하였다.
1971년, 현 위치에 캠퍼스 공사를 시작하였다.
1972년에는 기술학부가 기계공학과 전기공학, 건축학, 환경계획 등의 학부로 나뉘었다.
1975년 급속한 성장에 의해 트리어대학교(University Trier)와 카이저슬라우테른대학교(University Kaiserslautern)로 각각 분리되었으며, 이후 컴퓨터공학, 기계 및 공정공학, 사회 및경제학 등의 학부가 지속적으로 추가되었다.
2003년 라인란트팔츠주의 고등교육법 개정으로 대학의 기술 및 공학적인 방향에 따라 카이저슬라우테른대학교에서 카이저슬라우테른 공과대학교로 개칭하여 현재에 이른다.

## 중점분야
종합 공과대학교로써 전반적인 공학분야에서 두각을 나타내고 있다. 공과과정 학부생들은 졸업을 위해 의무적으로 1학기 정도의 기업 인턴십 혹은 실습을 해야한다. 기계공학, 전기공학, 산업공학 분야는 독일내 상위 5위권에 위치한다."캠퍼스 근처에 위치한 프라운호퍼 소프트웨어공학 연구소 및 공업수학 연구소와 꾸준한 산학연계 중이다. 그러한 이유 등으로 컴퓨터 분야에서 뛰어나며 좋은 평판을 받고있고 구직시장에서 많은 독일기업들이 선호하는 대학 중 하나이다. The Times가 선정한 2017년 세계 대학 순위에 351-400위및 2019년 Young University 순위에 90위.에 선정된 바 있다.

## 개설학부
- 건축학부

- 토목공학부

- 생물학부

- 화학부

- 전기 및 컴퓨터공학부

- 컴퓨터과학부

- 기계 및 공정공학부

- 수학부

- 물리학부

- 공간 및 환경공학부

- 사회과학부

- 경제학부

## 주요동문
주요동문으로서 저명한 컴퓨터과학자인 볼프강 네벨(Wolfgang Nebel), 컴퓨터학자로 유비쿼터스 개념을 발전시킨 프리드만 매턴(Friedemann Mattern), 크노픽스의 개발자로 알려진 컴퓨터과학자 클라우스 크노퍼(Klaus Knopper) 정치학자로 국제정치를 기능적 통합 측면에서 분석한 에른스트 버나드 하아스(Ernst Bernard Haas) 등이 있다.